# Хёг, Йес
Йес Хёг (дат. Jes Høgh; род. 7 мая 1966, Ольборг) — датский футболист, защитник, известный по выступлениям за «Ольборг», «Фенербахче» и сборную Дании. Участник Чемпионата мира 1998,а также чемпионатов Европы 1996 и 2000 годов.

## Клубная карьера
Хёг родился в Ольборге и начал выступления за местный клуб второго дивизиона «Ольборг Чанг». В 1987 году он перешёл в «Ольборг». В 1990 году Йес получил травму колена, поэтому клуб не стал продлевать с ним контракт и он подписал соглашение с «Силькеборгом». За новую команду Хёг не сыграл ни матча, согласно пункту в контракте он мог поменять команду в течение первого полугода. В октябре 1991 года Йес подписал соглашение с «Брондбю». С новой командой он выиграл свой первый трофей - кубок Дании. С партнером по национальной команде Марком Рипером они образовали непроходимый редут в центре обороны. В 1993 году Хёг травмировался и потерял место в основе клуба и сборной. В 1994 году он вновь вернулся в «Ольборг» в составе которого выиграл чемпионат Дании. В 1995 году за 11 млн. датских крон Хёг перешёл в турецкий «Фенербахче». В новом клубе он образовал оборонительный с нигерийским защитником Уче Оквечукву и помог команде впервые за 7 лет выиграть чемпионат Турции. В 1999 году Йес за 3,5 млн. крон перешёл в английский «Челси», где он был резервистом Марселя Десайи и Франка Лебефа. С новым клубом Хёг выиграл кубок Англии. В 2001 году он завершил карьеру из-за травмы лодыжки.

## Международная карьера
В апреле 1990 года в матче против сборной Болгарии Хёг дебютировал за сборную Дании. В 1995 году он в составе национальной команды поехал на Кубок Короля Фахда, где принял участие во всех трёх матчах и став его победителем. В 1996 году Йес был включен в заявку на участие в чемпионате Европы в Англии. На турнире он принял участие во всех трех встречах против сборных Португалии, Турции и Хорватии. На турнире во Франции Хёг был основным футболистом и сыграл во всех пяти матчах против сборных ЮАР, Франции, Нигерии, Бразилии и Саудовской Аравии.
В 2000 году Йес был включен в заявку команды на участие в чемпионате Европы в Бельгии и Голландии. На турнир он поехал в качестве запасного футболиста и на поле так и не вышел из-за травмы.

## Статистика

### Матчи Хёга за сборную Дании
| Матчи Хёга за сборную Дании | Матчи Хёга за сборную Дании | Матчи Хёга за сборную Дании | Матчи Хёга за сборную Дании | Матчи Хёга за сборную Дании | Матчи Хёга за сборную Дании   |
| --------------------------- | --------------------------- | --------------------------- | --------------------------- | --------------------------- | ----------------------------- |
| №                           | Дата                        | Соперник                    | Счёт                        | Голы Хёга                   | Соревнование                  |
| 1                           | 9 апреля 1991               | Болгария                    | 1:1                         | 1                           | Товарищеский матч             |
| 2                           | 30 января 1993              | США                         | 2:2                         | —                           | Товарищеский матч             |
| 3                           | 25 августа 1993             | Литва                       | 4:0                         | —                           | Чемпионат мира 1994 (отбор)   |
| 4                           | 8 сентября 1993             | Албания                     | 1:0                         | —                           | Чемпионат мира 1994 (отбор)   |
| 5                           | 17 ноября 1993              | Испания                     | 0:1                         | —                           | Чемпионат мира 1994 (отбор)   |
| 6                           | 9 марта 1994                | Англия                      | 0:1                         | —                           | Товарищеский матч             |
| 7                           | 20 апреля 1994              | Венгрия                     | 3:1                         | —                           | Товарищеский матч             |
| 8                           | 1 июня 1994                 | Норвегия                    | 1:2                         | —                           | Товарищеский матч             |
| 9                           | 17 августа 1994             | Финляндия                   | 2:1                         | —                           | Товарищеский матч             |
| 10                          | 8 января 1995               | Саудовская Аравия           | 2:0                         | —                           | Кубок короля Фахда 1995       |
| 11                          | 10 января 1995              | Мексика                     | 1:1                         | —                           | Кубок короля Фахда 1995       |
| 12                          | 13 января 1995              | Аргентина                   | 2:0                         | —                           | Кубок короля Фахда 1995       |
| 13                          | 29 марта 1995               | Кипр                        | 1:1                         | —                           | Чемпионат Европы 1996 (отбор) |
| 14                          | 26 апреля 1995              | Македония                   | 1:0                         | —                           | Чемпионат Европы 1996 (отбор) |
| 15                          | 31 мая 1995                 | Финляндия                   | 1:0                         | —                           | Товарищеский матч             |
| 16                          | 7 июня 1995                 | Кипр                        | 4:0                         | —                           | Чемпионат Европы 1996 (отбор) |
| 17                          | 16 августа 1995             | Армения                     | 2:0                         | —                           | Чемпионат Европы 1996 (отбор) |
| 18                          | 6 сентября 1995             | Бельгия                     | 3:1                         | —                           | Чемпионат Европы 1996 (отбор) |
| 19                          | 11 октября 1995             | Испания                     | 1:1                         | —                           | Чемпионат Европы 1996 (отбор) |
| 20                          | 15 ноября 1995              | Армения                     | 3:1                         | —                           | Чемпионат Европы 1996 (отбор) |
| 21                          | 27 марта 1996               | Германия                    | 0:2                         | —                           | Товарищеский матч             |
| 22                          | 2 июня 1996                 | Гана                        | 1:0                         | —                           | Товарищеский матч             |
| 23                          | 9 июня 1996                 | Португалия                  | 1:1                         | —                           | Чемпионат Европы 1996         |
| 24                          | 16 июня 1996                | Хорватия                    | 0:3                         | —                           | Чемпионат Европы 1996         |
| 25                          | 19 июня 1996                | Турция                      | 3:0                         | —                           | Чемпионат Европы 1996         |
| 26                          | 14 августа 1996             | Швеция                      | 1:0                         | —                           | Товарищеский матч             |
| 27                          | 1 сентября 1996             | Словения                    | 2:0                         | —                           | Чемпионат мира 1998 (отбор)   |
| 28                          | 9 октября 1996              | Греция                      | 2:1                         | —                           | Чемпионат мира 1998 (отбор)   |
| 29                          | 29 марта 1997               | Хорватия                    | 1:1                         | —                           | Чемпионат мира 1998 (отбор)   |
| 30                          | 30 апреля 1997              | Словения                    | 4:0                         | —                           | Чемпионат мира 1998 (отбор)   |
| 31                          | 8 июня 1997                 | Босния и Герцеговина        | 2:0                         | —                           | Чемпионат мира 1998 (отбор)   |
| 32                          | 20 августа 1997             | Босния и Герцеговина        | 0:3                         | —                           | Чемпионат мира 1998 (отбор)   |
| 33                          | 10 сентября 1997            | Хорватия                    | 3:1                         | —                           | Чемпионат мира 1998 (отбор)   |
| 34                          | 11 октября 1997             | Греция                      | 0:0                         | —                           | Чемпионат мира 1998 (отбор)   |
| 35                          | 22 апреля 1998              | Норвегия                    | 0:2                         | —                           | Товарищеский матч             |
| 36                          | 28 мая 1998                 | Швеция                      | 0:3                         | —                           | Товарищеский матч             |
| 37                          | 5 июня 1998                 | Камерун                     | 1:2                         | —                           | Товарищеский матч             |
| 38                          | 12 июня 1998                | Саудовская Аравия           | 1:0                         | —                           | Чемпионат мира 1998           |
| 39                          | 18 июня 1998                | ЮАР                         | 1:1                         | —                           | Чемпионат мира 1998           |
| 40                          | 24 июня 1998                | Франция                     | 1:2                         | —                           | Чемпионат мира 1998           |
| 41                          | 28 июня 1998                | Нигерия                     | 4:1                         | —                           | Чемпионат мира 1998           |
| 42                          | 3 июля 1998                 | Бразилия                    | 2:3                         | —                           | Чемпионат мира 1998           |
| 43                          | 5 сентября 1998             | Беларусь                    | 0:0                         | —                           | Чемпионат Европы 2000 (отбор) |
| 44                          | 10 октября 1998             | Уэльс                       | 1:2                         | —                           | Чемпионат Европы 2000 (отбор) |
| 45                          | 14 октября 1998             | Швейцария                   | 1:1                         | —                           | Чемпионат Европы 2000 (отбор) |
| 46                          | 10 февраля 1999             | Хорватия                    | 1:0                         | —                           | Товарищеский матч             |
| 47                          | 27 марта 1999               | Италия                      | 1:2                         | —                           | Чемпионат Европы 2000 (отбор) |
| 48                          | 5 июня 1999                 | Беларусь                    | 1:0                         | —                           | Чемпионат Европы 2000 (отбор) |
| 49                          | 9 июня 1999                 | Уэльс                       | 2:0                         | —                           | Чемпионат Европы 2000 (отбор) |
| 50                          | 18 августа 1999             | Нидерланды                  | 0:0                         | —                           | Товарищеский матч             |
| 51                          | 4 сентября 1999             | Швейцария                   | 2:1                         | —                           | Чемпионат Европы 2000 (отбор) |
| 52                          | 8 сентября 1999             | Италия                      | 3:2                         | —                           | Чемпионат Европы 2000 (отбор) |
| 53                          | 10 октября 1999             | Иран                        | 0:0                         | —                           | Товарищеский матч             |
| 54                          | 13 ноября 1999              | Израиль                     | 5:0                         | —                           | Чемпионат Европы 2000 (отбор) |
| 55                          | 17 ноября 1999              | Израиль                     | 3:0                         | —                           | Чемпионат Европы 2000 (отбор) |
| 56                          | 29 марта 2000               | Португалия                  | 1:2                         | —                           | Товарищеский матч             |
| 57                          | 26 апреля 2000              | Швеция                      | 0:1                         | —                           | Товарищеский матч             |

Итого: 57 матчей / 1 гол; 29 побед, 13 ничьих, 15 поражений.

## Достижения
Командные
«Брондбю»
- Обладатель Кубка Дании — 1994

«Ольборг»
- Чемпионат Дании по футболу — 1994/95

«Фенербахче»
- Чемпионат Турции по футболу — 1995/96

«Челси»
- Обладатель Кубка Англии — 2000

Международные
Дания
- Кубок Короля Фахда — 1995